# Caterham CT03
De Caterham CT03 is een Formule 1-auto, die in 2013 wordt gebruikt door het Formule 1-team van Caterham.

## Onthulling
De CT03 is op 5 februari 2013 onthuld tijdens de eerste testdag op het circuit van Jerez. De auto wordt bestuurd door Charles Pic en Giedo van der Garde.

## Resultaten
| Resultaat                       |
| ------------------------------- |
| Winnaar                         |
| Tweede plaats                   |
| Derde plaats                    |
| Gefinisht (punten behaald)      |
| Gefinisht (geen punten behaald) |
| Niet geklasseerd (NC)           |
| Uitgevallen (DNF)               |
| Niet gekwalificeerd (DNQ)       |
| Gediskwalificeerd (DSQ)         |
| Niet gestart (DNS)              |
| Gewond (INJ)                    |
| Uitgesloten (EX)                |
| Teruggetrokken (WD)             |
| Niet deelgenomen (blanco cel)   |
| P Pole position                 |
| S Snelste ronde                 |

| Jaar | Chassis | Motor                | Banden | Coureurs            | 1   | 2   | 3   | 4   | 5   | 6   | 7   | 8   | 9   | 10  | 11  | 12  | 13  | 14  | 15  | 16  | 17  | 18  | 19  | Punten | WK-plaats |  |
| ---- | ------- | -------------------- | ------ | ------------------- | --- | --- | --- | --- | --- | --- | --- | --- | --- | --- | --- | --- | --- | --- | --- | --- | --- | --- | --- | ------ | --------- |  |
| 2013 | CT03    | Renault RS27-2013 V8 | P      |                     | AUS | MAL | CHN | BHR | ESP | MON | CAN | GBR | GER | HUN | BEL | ITA | SIN | KOR | JPN | IND | ABU | USA | BRA | 0      | 11e       |  |
| 2013 | CT03    | Renault RS27-2013 V8 | P      | Charles Pic         | 16  | 14  | 16  | 17  | 17  | DNF | 18  | 15  | 17  | 15  | DNF | 17  | 19  | 14  | 18  |     |     |     |     | 0      | 11e       |  |
| 2013 | CT03    | Renault RS27-2013 V8 | P      | Giedo van der Garde | 18  | 15  | 18  | 21  | DNF | 15  | DNF | 18  | 18  | 14  | 16  | 18  | 16  | 15  | DNF |     |     |     |     | 0      | 11e       |  |

- Seizoen nog bezig

Red Bull RB9 ·
Ferrari F138 ·
McLaren MP4-28 ·
Lotus E21 ·
Mercedes F1 W04 ·
Sauber C32 ·
Force India VJM06 ·
Williams FW35 ·
Toro Rosso STR8 ·
Caterham CT03 ·
Marussia MR02